# 聖愚

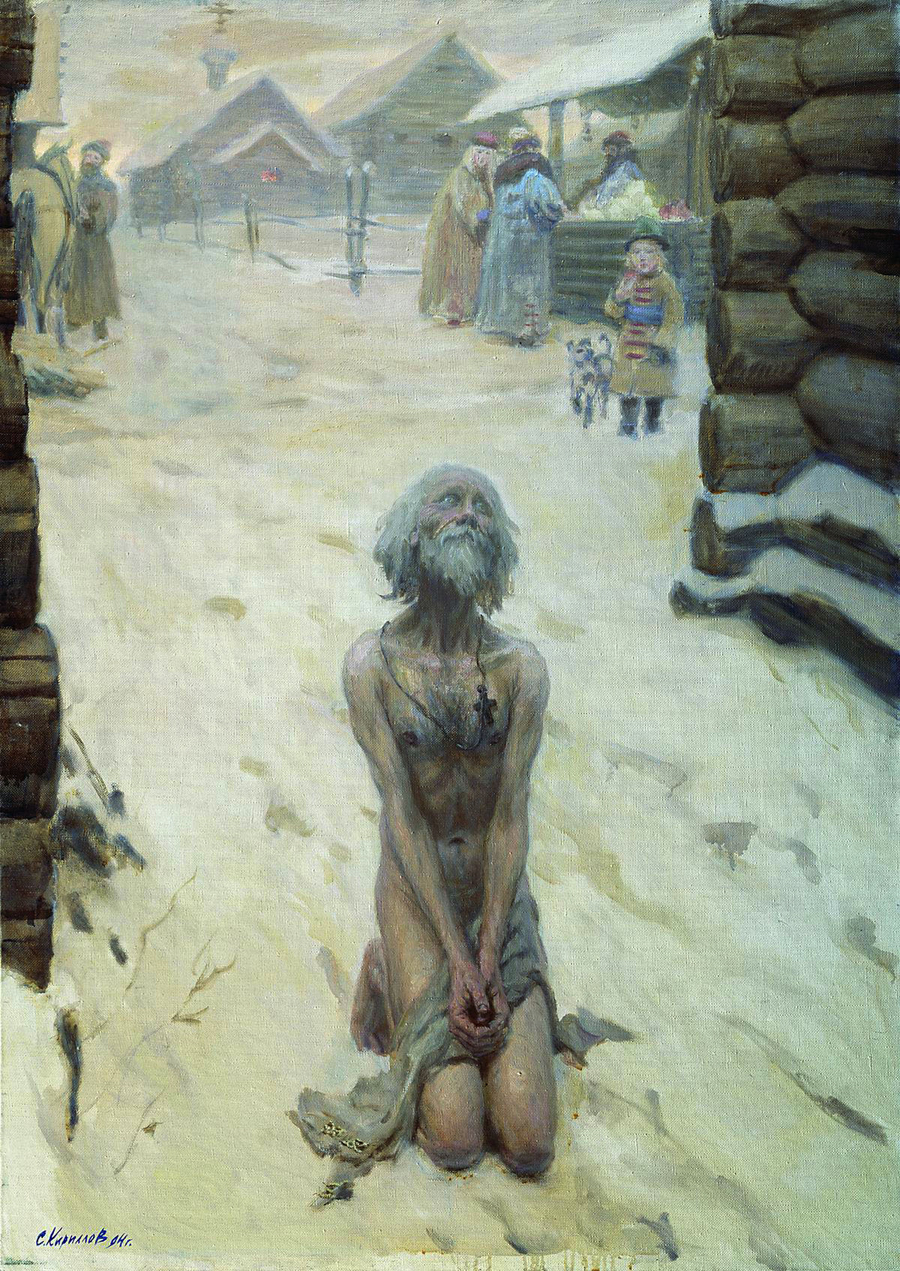
圣瓦西里，正教会圣人，圣愚

聖愚（希臘語：διά Χριστόν σαλό），音“尤拉德斯特瓦”。在汉语中，又譯顛僧、佯狂者，阿爾巴津人稱之為薩滿。是俄羅斯東正教的特有人物，也是一种东正教特有的禁欲主义形式。他們通常是渾身污垢、半瘋、半裸體的遊民傳教士，腳上甚至套上腳鐐的苦行僧，他們有些人幾乎不能言語，他們的聲音卻被解釋成神諭。“聖愚”（Foolishness for Christ）在英文中意義是「為了基督」而表現出愚蠢的樣子。他们在人前行为疯癫，圣愚这个词暗指他们并非因犯罪或者精神失常而变得如此，尽管他们的行为有些时候是故意、惹人厌恶、甚至是挑衅性的。

## 词源
юродство最早是用来指稱具有认知障碍的人，也可以用来指稱肢障者或精神病患者。之后，在斯拉夫人将东罗马帝国基督教文献翻译为斯拉夫语言时，译者用该词指稱了基督教教义中的“為基督故而愚拙”。

## 簡介
帝俄尼古拉二世時代一本百科詞典對聖愚如是解釋：聖愚是一種為了同胞和上帝的崇拜方式。有学者描述圣愚是一群“假装疯癫、愚蠢或故意以自身的不修边幅激起别人狂怒的人。”但这种行为仅在人们信仰这些人的实质是虔信的、道德的、理智的时候才会被认同为圣愚。东正教会认为这些人故意以自身的癫狂来掩盖其相对于世界来说的完美性并由此躲避赞美与称颂。圣愚常被授予“蒙福的” (блаженного)称号以彰显上帝对他们的祝福。
东正教记录中埃及的圣伊西多拉为最早的圣愚之一，然而，埃米萨的西美昂是圣愚一词普及的关键人物，他是所有圣愚的主保圣人。在五世纪东罗马帝国的圣人传中有圣愚的记载。这一传统在莫斯科大公国广泛地被接受。十四世纪左右，关于圣愚的疯狂程度尚未有定诠，他们可以是真的疯狂也可以是装疯。人们相信他们是受到了神圣的启发，由此得以说出人们不能说出的事情。这些事情通常是以寓言或者间接暗示的形式被告知的。作为一群不受世俗的控制与裁判的人，他们之于沙皇具有特殊的地位。
第一位俄罗斯圣愚是圣普罗柯比，他从神圣罗马帝国来到诺夫哥罗德然后去了乌斯秋格，假装疯癫并进行禁欲主义修行。他被人埋伏并受殴打，但最终受到了敬仰且在死后仍被崇敬。
俄羅斯正教会将這类人大量封為聖徒。从圣普罗柯比开始，共有三十六位这样的圣人。最有名的聖愚是聖瓦西里，全名是瓦西里·布拉任內，莫斯科的聖瓦西里大教堂以他來命名。他在街頭上赤裸行走，甚至嚴寒也一絲不掛。瓦西里死後，莫斯科大主教親自主持喪禮，伊凡四世沙皇親自扶靈。圣彼得堡的圣捷尼亚也是一位十分著名的圣愚。
另一位有名的聖愚是尼古拉二世沙皇時期的癫僧拉斯普京，他挽救了皇太子阿列克谢的生命。最後由於他行徑腐敗，導致他被反對者尤苏波夫亲王與德米特里大公暗殺身亡。
一位聖愚研究專家指出：聖愚是由東正教和伏爾加河、烏拉爾山區的突厥人和芬蘭人的薩滿教融合而成。在民間信仰有極大影響力，最後造成東正教神秘主義崇拜方式。